# Diego González (calciatore 1988)
Diego Hernán González (Lomas de Zamora, 9 febbraio 1988) è un calciatore argentino, centrocampista del  San Martín (SJ).

## Caratteristiche tecniche
È un centrocampista centrale.

## Statistiche

### Presenze e reti nei club
Statistiche aggiornate al 5 marzo 2018.
| Stagione             | Squadra              | Campionato           | Campionato | Campionato | Coppe nazionali | Coppe nazionali | Coppe nazionali | Coppe continentali | Coppe continentali | Coppe continentali | Altre coppe | Altre coppe | Altre coppe | Totale | Totale | Totale |
| Stagione             | Squadra              | Comp                 | Pres       | Reti       | Comp            | Pres            | Reti            | Comp               | Pres               | Reti               | Comp        | Pres        | Reti        | Pres   | Reti   |        |
| -------------------- | -------------------- | -------------------- | ---------- | ---------- | --------------- | --------------- | --------------- | ------------------ | ------------------ | ------------------ | ----------- | ----------- | ----------- | ------ | ------ | ------ |
| 2007-2008            | Lanús                | PD                   | 24         | 2          |                 | -               | -               | CL                 | 7                  | 0                  |             | -           | -           | 31     | 2      |        |
| 2008-2009            | Lanús                | PD                   | 31         | 1          |                 | -               | -               | CL                 | 5                  | 1                  |             | -           | -           | 36     | 2      |        |
| 2009-2010            | Lanús                | PD                   | 3          | 0          |                 | -               | -               |                    | -                  | -                  |             | -           | -           | 3      | 0      |        |
| 2010-2011            | Rosario Central      | BN                   | 10         | 1          |                 | -               | -               |                    | -                  | -                  |             | -           | -           | 10     | 1      |        |
| 2010-2011            | Lanús                | PD                   | 11         | 0          |                 | -               | -               | CS                 | 1                  | 1                  |             | -           | -           | 12     | 1      |        |
| 2011-2012            | Lanús                | PD                   | 15         | 1          | CA              | 1               | 0               | CL                 | 5                  | 0                  |             | -           | -           | 21     | 1      |        |
| 2012-2013            | Lanús                | PD                   | 27         | 1          | CA              | 0               | 0               | CS                 | 9                  | 2                  |             | -           | -           | 36     | 3      |        |
| 2013-2014            | Lanús                | PD                   | 33         | 3          | CA              | 1               | 0               | CL+CS+RS           | 11+1+2             | 0                  |             | -           | -           | 48     | 3      |        |
| 2014                 | Lanús                | PD                   | 16         | 2          |                 | -               | -               |                    | -                  | -                  |             | -           | -           | 16     | 2      |        |
| Totale Lanús         | Totale Lanús         | Totale Lanús         | 160        | 10         |                 | 2               | 0               |                    | 41                 | 4                  |             | -           | -           | 203    | 16     |        |
| gen.-giu. 2015       | Santos Laguna        | LMX                  | 22         | 6          | CM              | 4               | 0               |                    | -                  | -                  | SM          | 1           | 0           | 27     | 6      |        |
| 2015-2016            | Santos Laguna        | LMX                  | 34         | 5          | CM              | 2               | 0               | CCC                | 6                  | 1                  |             | -           | -           | 42     | 6      |        |
| Totale Santos Laguna | Totale Santos Laguna | Totale Santos Laguna | 56         | 11         |                 | 4               | 0               |                    | 6                  | 1                  |             | 1           | 0           | 67     | 12     |        |
| 2016-2017            | Racing Club          | PD                   | 25         | 5          | CA              | 2               | 1               | CS                 | 6                  | 1                  |             | -           | -           | 33     | 7      |        |
| 2017-2018            | Racing Club          | PD                   | 12         | 1          | CA              | 0               | 0               | CL                 | 0                  | 0                  |             | -           | -           | 12     | 1      |        |
| Totale carriera      | Totale carriera      | Totale carriera      | 263        | 28         |                 | 10              | 1               |                    | 53                 | 6                  |             | 1           | 0           | 327    | 35     |        |

## Palmarès

### Competizioni nazionali
- Copa Diego Armando Maradona: 1

Boca Juniors: 2020
- Copa Argentina: 1

Boca Juniors: 2019-2020
- Campionato argentino: 1

Boca Juniors: 2022
- Supercopa Argentina: 1

Boca Juniors: 2022